# FVWM95
FVWM95 è un window manager leggero scritto in C per il sistema grafico X Window System. FVWM95 è basato su FVWM2, ma ha come obiettivo quello di emulare l'aspetto di Windows 95.
Per un periodo è stato molto popolare, ad esempio era usato come window manager predefinito da Red Hat 5. Anche se ancora usato non è più popolare come una volta.

## Caratteristiche
- Ha un aspetto simile a quello di Windows 95
- È un window manager leggero.
- È basato su FVWM2
- È configurabile come FVWM